# Ligne de tramway 530/1
Pour les articles homonymes, voir Ligne 530.
Ne doit pas être confondu avec la ligne de tramway : 530/2 Envoz - Seilles..
La ligne 530/1 est une ancienne ligne de tramway de la Société nationale des chemins de fer vicinaux (SNCV) qui reliait Burdinne à Huy entre 1908 et 1955.

## Histoire
La ligne est mise en service en traction vapeur le 1er octobre 1908 entre Burdinne et Bierwart (nouvelle section Burdinne Gare - Bierwart Carrefour, capital 117). La ligne va progressivement être prolongée jusqu'à Huy entre 1908 et 1912 :
- le 8 novembre 1908 entre Bierwart et Héron (nouvelle section Bierwart Route d'Héron - Héron Station, capital 117) ;
- le 20 mai 1909 entre Héron et Couthuin (nouvelle section, capital 117) ;
- et le 9 juin 1912 entre Couthuin et la gare de Statte à Huy (nouvelle section Couthuin Dépôt d'Envoz - Wanze Bifurcation, capital 117)

Au cours de la Première Guerre mondiale, entre décembre 1916 et juillet 1917, l'occupant démonte les voies entrainant la suppression de la ligne, le service reprend progressivement le 1er mai 1920 entre Burdinne et Bierwart, le 1er octobre entre Bierwart et Moha et le 4 avril 1921 et Moha et Huy. L'exploitation est alors reprise directement par la SNCV.
La ligne est supprimée le 14 mars 1948 entre Burdinne et Bierwart, les voies restent cependant utilisées pour le trafic fret. Le 30 juin 1955, la ligne est supprimée, elle est remplacée par une ligne d'autobus sous l'indice 18, cette ligne est toujours exploitée,. Les voies de la ligne restent utilisées pour le trafic fret jusqu'à leur fermeture à tout-trafic :
- le 1er octobre 1955 pour la section Moha - Huy qui est démontée l'année suivante en 1956 (capital 20 Huy Gare de Statte - Wanze Bifurcation et 117 Wanze Bifurcation - Moha) ;
- et le 1er juin 1960 entre Burdinne et Moha, les voies sont démontées en 1963.

## Infrastructure

### Voies et tracés
La voie est construite à l'écartement métrique (1 000 mm).

### Dépôts et stations
Nom : (gare) : quand le dépôt ou la station est accolé ou proche d'une gare.
Type : D : dépôt , S : station , Sf : si la station sert de gare douanière à la frontière , Sp : si la station est établie dans un bâtiment privé le plus souvent un café ou plus rarement une habitation privée.
| Illustration | Nom              | Type | Commune               | Localisation                | État          | Remarques |
| ------------ | ---------------- | ---- | --------------------- | --------------------------- | ------------- | --------- |
|              | Bierwart (dépôt) | D    | Fernelmont (Bierwart) | 50° 33′ 23″ N, 5° 02′ 12″ E | Hors service. |           |
|              | Bierwart (gare)  | S    | Fernelmont (Bierwart) | 50° 33′ 17″ N, 5° 02′ 18″ E | Hors service. |           |
|              | Burdinne         | DS   | Burdinne              | 50° 34′ 46″ N, 5° 04′ 00″ E | Hors service. |           |
|              | Envoz            | SD   | Héron (Envoz)         | 50° 32′ 25″ N, 5° 09′ 49″ E | Hors service. |           |

## Exploitation

### Horaires
Tableaux horaires :
- Été 1931 : 530, numéro partagé entre les lignes 530/1 Burdinne - Huy et 530/2 Envoz - Seilles[4].
- 631 en 1950[5].